# فل أصفر
فُل أصفر وعَرار وبُصَيْصِل  هو نبات من جنس الصبر.